# Rein Sander
Rein Sander (* 3. Dezember 1945 in Võiste, Gemeinde Tahkuranna) ist ein estnischer Dichter und Botaniker.

## Leben
Rein Sander machte 1964 in Pärnu Abitur und studierte danach an der Universität Tartu Biologie. Nach seinem Abschluss als Botaniker 1972 arbeitete er bis 1977 im Labor des Zoologischen und botanischen Instituts der Akademie der Wissenschaften in Tartu (heute Bestandteil der Estnischen Universität für Umweltwissenschaften). Nach einer kurzzeitigen Anstellung im Nationalpark Lahemaa (1977) war er danach Direktor einer Baumschule (1977–1985) und Gartenbauspezialist in einer Kolchose (1985–1990). Nach 1990 war er Funktionär im Estnischen Bauernverband, seit 2000 ist er als Unternehmer spezialisiert auf das Züchten von Heilpflanzen.
Rein Sander ist seit 1983 Mitglied des Estnischen Schriftstellerverbands und lebt in Karinu, Kreis Järva.

## Werk
Rein Sander publizierte seine ersten Gedichte 1964 und veröffentlichte 1976 seinen Debütband. Schon hier verwies die Kritik auf zahlreiche Verbindungen zur japanischen Zen-Dichtung, von der der Dichter stark beeinflusst war. Hierin steht er innerhalb der estnischen Literatur in der Tradition von Ernst Enno, der zahlreiche Bezüge zur nah- und fernöstlichen Dichtung aufweist und – wie auch Sander – sicherlich von Maurice Maeterlinck beeinflusst war. Gleichzeitig sah man Parallelen auch zu zeitgenössischen Autoren wie etwa Jaan Kaplinski und Viivi Luik, später auch zu Hando Runnel und Juhan Viiding oder Doris Kareva und Karl Ristikivi. Auch die weiteren Gedichtbände von Sander blieben ganz auf der „ökologischen Linie“ und wurden von einer Kritikerin als „grün, duftend, warm und weich wie eine Kamillenwiese“ gepriesen.
Außerdem hat Sander zahlreiche Handbücher zu Natur und Botanik von Estland verfasst.

## Auszeichnungen
- 1986 Juhan-Liiv-Preis

## Bibliografie
- Piltkiri ('Bildschrift'). Tallinn: Eesti Raamat 1976. 76 S.
- Kolmikratas ('Drillingsrad'). Tallinn: Eesti Raamat 1978. 80 S.
- Igal linnul oma rohi ('Jedem Vogel sein Gras', Kinderbuch). Tallinn: Eesti Raamat 1979. 24 S.
- Lemmiknukrus ('Lieblingstraurigkeit'). Tallinn: Eesti Raamat 1981. 71 S.
- Magistraallabürint ('Autobahnlabyrinth'). Tallinn: Eesti Raamat 1984. 59 S.
- Vanakivi. Luulet 1972–1984 ('Altstein. Dichtung 1972–1984'). Tallinn: Eesti Raamat 1987. 102 S.
- Mätta otsast ('Aus der Froschperspektive'). Tallinn: Eesti Raamat 2004. 150 S.